# Peter Simpson
Peter Frederick Simpson (ur. 13 stycznia 1945) – angielski piłkarz występujący na pozycji obrońcy. Większą część kariery spędził w Arsenalu Londyn, którego był wychowankiem.